# Кужолок
Кужолоќ (рос. Кужолок, марій. Кужолык) — присілок у складі Кілемарського району Марій Ел, Росія. Входить до складу Кілемарського міського поселення.

## Населення
Населення — 2 особи (2010; 0 у 2002).